# Бархин, Сергей Михайлович
Сергей Михайлович Бархи́н (31 марта 1938, Москва — 19 ноября 2020, Москва) — советский и российский сценограф

, художник, художник книги, архитектор, писатель

. Народный художник РФ (1998), заслуженный деятель искусств РСФСР (1991), лауреат Государственных премий РФ (1993, 2001). Академик Российской академии художеств.

## Биография
Родился 31 марта 1938 года в Москве, в семье архитектора Михаила Григорьевича Бархина. Мать — Елена Борисовна Новикова (4 июня 1912 — 20 июля 1996) — архитектор, профессор Московского архитектурного института.
В 1956—1962 годах учился в МАРХИ. Занимался архитектурой и книжной иллюстрацией. Работал в театрах Москвы, Вильнюса, Горького, Свердловска (1970-е, ТЮЗ), Саратова, Куйбышева и др. В 1988—1992 гг. — главный художник Московского музыкального театра имени Станиславского и Немировича-Данченко, в 1995—2000 гг. — Художественный руководитель — сценограф Большого театра.
Оформил более 200 постановок (оперы, балеты и драматические спектакли) во многих городах бывшего СССР и за рубежом: в Германии, Финляндии, Швеции, Японии, Турции, Чехии. С 1980-х годов постоянный соавтор спектаклей Генриетты Яновской и Камы Гинкаса Московского ТЮЗа. Автор проекта художественного оформления (совместно с Д. Боровским) Музея-квартиры В. Э. Мейерхольда (1994). Основатель и долгое время заведующий кафедрой сценографии Российской Академии театрального искусства (1992—2007), профессор. Академик Российской академии художеств (2011). Член Союзов архитекторов (1965), художников (1974), театральных деятелей (1978) и писателей Москвы (2013).
Умер на 83-м году жизни в Москве 19 ноября 2020 года. Причиной смерти художника стал рак легких. Похоронен на семейном участке на Введенском кладбище (уч. 25).

## Сценография
- 1967 — «Баллада о невесёлом кабачке» Э. Олби. Московский театр «Современник». В соавторстве с М. А. Аникстом.
- 1967 — «Народовольцы» А. П. Свободина. Театр «Современник». В соавторстве с М. А. Аникстом.
- 1968 — «Искусство комедии» Э. де Филиппо. В соавторстве с М. А. Аникстом.
- 1968 — «Тартюф» Мольера. Театр на Таганке.
- 1970 — «Чайка» А. П. Чехова. «Современник».
- 1970 — «С вечера до полудня» В. Розова. Театр «Современник».
- 1971 — «Корни» Арнольда Уэскера. Театр «Современник».
- 1974 — «С любимыми не расставайтесь» А. Володина. Ивановский драматический театр, режиссёр — К.Баранов
- 1975 — «Ромео и Джульетта» У. Шекспира. Дипломный спектакль. Театральное училище им. Б. Щукина. Москва.
- 1976 — «Васса Железнова» М. Горького. Театр Советской Армии.
- 1978 — «Орфей спускается в ад» Т. Уильямса. Театр Советской Армии.
- 1977 — «Царская охота» Л. Зорина. Театр им. Моссовета.
- 1981 — «Наедине со всеми» А. Гельмана. Театр «Современник».
- 1982 — «Татуированная роза» Т. Уильямса. МХАТ им. М. Горького.
- 1983 — «Гедда Габлер» Г. Ибсена. Театр им. Моссовета.
- 1984 — «Кто боится Вирджинии Вулф?» Э. Олби. «Современник». В соавторстве с Вячеславом Зайцевым.
- 1984 — «Лес» (латыш. «Mežs») А. Н. Островского. Рижский ТЮЗ
- 1987 — «Собачье сердце» М. Булгакова. Московский ТЮЗ.
- 1989 — «Good-byе, America!!!» А. Недзвецкого по С. Маршаку. Московский ТЮЗ.
- 1988 — «Соловей» Х. К. Андерсена. Московский ТЮЗ.
- 1993 — «Иванов и другие» А. Чехова. Московский ТЮЗ. — «Золотая маска»
- 1993 — «Жизнь прекрасна» по рассказу «Дама с собачкой» А. П. Чехова. Стамбул, Турция.
- 1993 — «Идиот» К. М. Гинкаса по Ф. М. Достоевскому. Шведская театральная академия, Хельсинки.
- 1995 — «Жак Оффенбах, любовь и тру-ля-ля» Ж. Оффенбаха. Московский ТЮЗ.
- 1997 — «Гроза» А. Н. Островского. Московский ТЮЗ.
- 1998 — «Татьяна Репина» А. П. Чехова.
- 1999 — «Чёрный монах» по А. П. Чехову. Московский ТЮЗ — «Золотая маска».
- 2001 — «Свидетель обвинения» А. Кристи. Московский ТЮЗ.
- 2000 — «Счастливый принц» О. Уайльда. Московский ТЮЗ.
- 2003 — «Вкус мёда» Ш. Дилени. Московский ТЮЗ.
- 2004 — «Скрипка Ротшильда» по А. П. Чехову. Московский ТЮЗ.
- 2006 — «Нелепая поэмка» по Ф. М. Достоевскому. Московский ТЮЗ.
- 2007 — «Роберто Зукко» Бернар-Мари Кольтеса. Московский ТЮЗ.
- 2007 — «Питер Пэн» по Дж. Барри. Московский ТЮЗ.
- 2009 — «Медея» по текстам Сенеки, Ж. Ануя, И. А. Бродского. Московский ТЮЗ.
- 2010 — «Обрыв» по И. А. Гончарову. МХТ.
- 2010 — «Полифония мира» (режиссёр К. Гинкас). Театр Вахтангова.
- 2011 — «Гедда Габлер» Г. Ибсен (режиссёр Кама Гинкас) Александринский театр.
- 2012 — «Господин Пунтила и его слуга Матти» Б. Брехта (режиссёр М. Карбаускис. Театр им. Маяковского.
- 2012 — «Таланты и поклонники» А. Н. Островского (режиссёр М.Карбаускис). Театр им. Маяковского.
- 2012 — «Шуты Шекспировы» по У. Шекспиру (режиссёр К. Гинкас). Московский ТЮЗ.
- 2013 — «Кант» М.Ивашкявичуса (режиссёр М. Карбаускис). Театр им. Маяковского.
- 2013 — «С любимыми не расставайтесь» А. Володина (режиссёр Г. Яновская). Московский ТЮЗ.
- 2013 — «Леди Макбет нашего уезда» по Н.Лескову (режиссёр К. Гинкас). Московский ТЮЗ.
- 2014 — «Маскарад» М. Ю. Лермонтова (режиссёр А. Житинкин). Малый театр.
- 2014 — «Лир-Король» по У. Шекспиру (режиссёр М. Левитин). Театр Эрмитаж.
- 2015 — «Русский роман» (режиссёр М. Карбаускис). Театр им. Маяковского.
- 2015 — «Плоды просвещения» (режиссёр М. Карбаускис). Театр им. Маяковского.
- 2016 — «Плешивый амур» Е. Попова (режиссёр Г. Яновская). Московский ТЮЗ.
- 2017 — «Изгнание» М. Ивашкявичуса (режиссёр М. Карбаускис). Театр им. Маяковского.
- 2017 — «Клоун Господа бога» по «Дон Кихоту» Сервантеса и М. Булгакова (режиссёр М. Левитин). Театр «Эрмитаж».
- 2018 — «Цари» по «Борису Годунову» А.Пушкина и «Пугачёву» С. Есенина. (реж. М.Левитин) Театр «Эрмитаж».
- 2018 — «Слон», Александр Копков (реж. Г.Яновская) Московский ТЮЗ.
- 2018 — «Леди Макбет нашего уезда» по Н.Лескову (реж. К.Гинкас). Московский ТЮЗ.
- 2018 — «Обломов» по роману А. Н. Гончарова (режиссёр М.Карбаускис) Театр им. Маяковского.
- 2019 — «Кошка на раскалённой крыше». Уильямса. (реж. К.Гинкас). Московский ТЮЗ.
- 2019 — «Меня нет дома» по Д.Хармсу. (реж. М.Левитин) Театр «Эрмитаж»

### Работы в опере и балете
- 1981 — «Помните!» (балетм. И. А. Чернышёв). Куйбышевский театр.
- 1984 — «Спартак» (балетм. И. А. Чернышёв). Куйбышевский театр.
- 1989 — «Пират» В. Беллини. театр им. Станиславского.
- 1990 — «Борис Годунов» М. Мусоргского (режиссёр О. Т. Иванова). Московский музыкальный театр им. К. С. Станиславского и Вл. И. Немировича-Данченко.
- 1990 — «Ромео и Джульетта» С. Прокофьева (балетмейстер В. В. Васильев). Московский музыкальный театр им. К. С. Станиславского и Вл. И. Немировича-Данченко.
- 1991 — «Журавли» на музыку Китаро и Д. Шостаковича (балетмейстер Д. Брянцев). Московский музыкальный театр им. К. С. Станиславского и Вл. И. Немировича-Данченко.
- 1994 — «Отелло» А. Мачавариани (балетмейстер Д. А. Брянцев). Московский музыкальный театр им. К. С. Станиславского и Вл. И. Немировича-Данченко.
- 1996 — «Травиата» Дж. Верди. Большой театр.
- 1997 — «Аида» Дж. Верди
- 1997 — «Иоланта» П. И. Чайковского
- 1997 — «Жизель» А. Адана
- 2010 — «Бедный матрос» Дариуса Мийо (режиссёр А. Ледуховский). Музыкальный театр им. К. С. Станиславского и Вл. И. Немировича-Данченко.
- 2010 — «Сократ» Эрика Сати (режиссёр А. Ледуховский). Музыкальный театр им. К. С. Станиславского и Вл. И. Немировича-Данченко.
- 2010 — «Сила судьбы» Дж. Верди. Московский музыкальный театр им. К. С. Станиславского и Вл. И. Немировича-Данченко.
- 2013 — «Три Пинто». Опера К. М.фон Вебера и Г.Малера (режиссёр М. Кисляров). Камерный музыкальный театр имени Б. А. Покровского.
- 2014 — «Китаянки. Исправившийся пьяница» К. В. Глюка. Идея А. Парина. Режиссёры Г. Исаакян, и А. Ледуховский. Малая сцена, музыкальный театр имени К. С. Станиславского и Вл. И. Немировича-Данченко.
- 2016 — «Пиковая дама» П. Чайковского (режиссёр А. Титель). Музыкальный театр им. К. С. Станиславского и Вл. И. Немировича-Данченко.
- 2018 — «Макбет» опера Дж. Верди (режиссёр К. Гинкас) Музыкальный театр им. К. С. Станиславского и Вл. И. Немировича-Данченко.

## Работы в кино и анимации
- 1973 — «Встречи и расставания»
- 1977 — Пена (фильм-спектакль)
- 1978 — Васса Железнова (фильм-спектакль)
- 1995 — «Лев с седой бородой»
- 1997 — «Долгое путешествие»
- 2003 — «Собака, генерал и птицы»

### Спектакли МТЮЗа на телеканале «Культура»
- 2010 — «Дама с собачкой» по А.Чехову
- 2010 — «Скрипка Ротшильда» по А.Чехову
- 2010 — «Чёрный монах» по А.Чехову

## Книги
- Ламповая копоть. — М.: Издательство «Близнецы», ГИТИС, 2007. — 527 с. — ISBN 5-7196-0263-1.
- Заветки. Помпейская зелень. — М.: Издательство «Близнецы», 2011. — 240 с. — ISBN 978-5-901838-90-4.
- Красная ртуть, Драконова кровь и другие пьесы. — М.: Издательство «Близнецы», 2013. — 150 с. — ISBN 978-5-87317-850-8.
- Театр Сергея Бархина. — М.: Издательство «Близнецы», 2017.
- Белое по чёрному: Иллюстрации к драматическим произведениям серии книг издательства «Искусство» и других издательств 1968—1984 годов. — М.: Издательство «Близнецы», 2017.
- «Французы». («Песть о Роланде», «Баллады на воровском жаргоне» и «Одно лето в аду»). — М.: Издательство «Близнецы», 2019.
- Книга песни песней Соломона: Иллюстрации и мизансцены. — М.: Издательство «Близнецы», 2019.
- У. Шекспир — Гамлет. Мизансцены и образы. — М.: Издательство «Близнецы», 2020.
- У. Шекспир — Король Лир. Мизансцены и образы. — М.: Издательство «Близнецы», 2020.

## Награды и премии
- Народный художник Российской Федерации (1998 г.)
- Заслуженный деятель искусств РСФСР (1991 г.)
- Лауреат Государственной премии РФ в области литературы и искусства (1993 г. и 2001 г.)
- Лауреат премии «Золотая маска» (1995, 2001, 2005, 2011 и 2013 гг.)
- Лауреат театральной премии «Хрустальная Турандот» (1999, 2010, 2011 и 2016 гг.)
- Лауреат премии фонда Олега Табаковава (1997 г.)
- Лауреат Международной премии им. К. С. Станиславского (2002 г.)
- Лауреат независимой премии «Триумф» (2004 г.)
- Лауреат театральной премии «Чайка» (2006 г.)
- Лауреат премии за «Лучшую книгу по искусству в номинации ART-книга» (2007 г.)
- Лауреат премии Москвы (2008 г.)
- Лауреат архитектурной премии «АрхиП» (2009 г.)
- Золотая и Серебряная медали Академии художеств России (1991 г. и 2015 г.)
- Лауреат премии «Московского комсомольца» (2016 г.)
- Лауреат премии «Театральный роман» (2018 г.)